# Caponia secunda
Caponia secunda là một loài nhện trong họ Caponiidae.
Loài này thuộc chi Caponia. Caponia secunda được Mary Agard Pocock miêu tả năm 1900.